# Scutisorex
A Scutisorex az emlősök (Mammalia) osztályának Eulipotyphla rendjébe, ezen belül a cickányfélék (Soricidae) családjába és a fehérfogú cickányok (Crocidurinae) alcsaládjába tartozó nem.

## Előfordulásuk
A Scutisorex-fajok kizárólag Afrika középső tájain fordulnak elő.
A DNS-vizsgálatokból, melyeknek keretében megvizsgálták a mitokondriális cytochrome b génszakaszt és a sejtmagot, kitudódott, hogy a Scutisorex cickánynem két faja, körülbelül 4 millió évvel ezelőtt vált ketté, továbbá ez az emlősnem a fehérfogú cickányok nagy ágáról nagyjából a miocén kor közepén, azaz 14 millió évvel ezelőtt vált le.

## Rendszerezés
A nembe az alábbi 2 élő faj tartozik:
- páncélos cickány (Scutisorex somereni) (Thomas, 1910) - típusfaj
- Scutisorex thori Stanley, Malekani & Gambalemoke in Stanley et al., 2013